# Сребристокрила рибарка
Сребристокрила рибарка (Sterna forsteri) е вид птица от семейство Sternidae.

## Разпространение
Видът е разпространен в Бахамските острови, Белиз, Бермудските острови, Бразилия, Гватемала, Доминиканската република, Канада, Кайманови острови, Коста Рика, Куба, Мексико, Пуерто Рико, Салвадор, САЩ, Търкс и Кайкос, Хаити и Хондурас.